# Аттіла Вайда
Аттіла Вайда (угор. Vajda Attila; нар. 17 березня 1983) — угорський веслувальник, олімпійський чемпіон.

## Виступи на Олімпіадах
| Олімпіада  | Дисципліна                  | Місце |
| ---------- | --------------------------- | ----- |
| Афіни 2004 | каное-одиночка, 1000 метрів | 3     |
| Пекін 2008 | каное-одиночка, 500 метрів  | 9     |
| Пекін 2008 | каное-одиночка, 1000 метрів | 1     |